# Tony Takitani
Tony Takitani è un film del 2004 diretto da Jun Ichikawa e basato sull'omonimo racconto breve del 1990 di Haruki Murakami contenuto nella raccolta I salici ciechi e la donna addormentata.

## Trama
Tony Takitani è nato subito dopo la guerra, ma non è figlio di un militare delle forze d'occupazione: suo padre è un musicista jazz che è rimasto a Shanghai per tutto il periodo delle ostilità; tornato in patria ha sposato una cugina che è morta tre giorni dopo il parto. Tony cresce pressoché da solo perché il padre è continuamente in tournée. Malgrado questo cresce di sani principi, gran lavoratore, accumula un buon patrimonio. A 37 anni conosce una ragazza di 15 anni più giovane, per lui è un colpo di fulmine, si sposano. Lei è una maniaca dell'abbigliamento, durante il viaggio di nozze a Milano e Parigi passa il tempo tra una boutique e l'altra. Quando muore in un incidente automobilistico, lascia al marito una stanza intera piena di vestiti e scarpe.
Tony assume una segretaria a patto che indossi ogni giorno un diverso vestito della moglie, ma si pente subito e vende tutto a un rigattiere per una cifra molto inferiore al suo valore. Due anni più tardi muore anche suo padre, lasciandogli una collezione di preziosi vinili di jazz.

## Riconoscimenti
- 2004 - Locarno Festival
  - Premio speciale della giuria